# Too Much Monkey Business
Too Much Monkey Business è un brano musicale di Chuck Berry pubblicato nel 1956 dalla Chess Records come lato lato A del quinto singolo Too Much Monkey Business/Brown-eyed Handsome Man; in seguito fu incluso nell'album After School Session del maggio 1957, come anche nell'omonimo EP. 
Questa canzone è stata indicata da Bob Dylan come fonte di ispirazione primaria per la sua Subterranean Homesick Blues.

## Il brano
Il brano è musicalmente ispirato allo stile "swing-boogie" reso celebre da Louis Jordan, e nei contenuti vengono descritti un campionario di problemi quotidiani con cui inevitabilmente la gente comune deve, prima o poi, misurarsi. Dopo aver concluso la maggior parte delle strofe con un'esclamazione di disgusto e frustrazione, a cui fa seguito l'immancabile ritornello «Too Much Monkey Business for me to be involved in», la canzone si risolve nella finale esortazione liberatoria: «Don't want your botheration! Go away, leave me be!» ("Non voglio le vostre scocciature, andate via, lasciatemi stare!").

## Cover
La canzone, uno dei motivi più celebri di Berry, è stata reinterpretata da numerosi artisti, tra i quali:
- Elvis Presley nel 1969 sull'album Elvis Sings Flaming Star.
- I Beatles eseguirono la canzone durante il programma radiofonico della BBC Pop Go The Beatles il 3 settembre 1963. La loro versione è stata poi pubblicata sul disco Live at the BBC.[2]
- Gli Hollies sull'album In The Hollies Style del 1964.
- Gli Yardbirds sull'album live Five Live Yardbirds del 1964.
- I The Kinks sull'album Kinks.

- Il Punk rocker Johnny Thunders omaggiò la canzone di Berry con un brano dal titolo Too Much Junkie Business, costituito da un misto tra Pills di Bo Diddley, e Too Much Monkey Business. Anche il rapper KMFDM ha omaggiato il brano con la sua Too Much pubblicata sull'album compilation 84-86.